# Baring Island
Baring Island är en ö i Kanada.   Den ligger i territoriet Nunavut, i den norra delen av landet, 3 500 km norr om huvudstaden Ottawa. Arean är 21,4 kvadratkilometer.
Terrängen på Baring Island är platt. Öns högsta punkt är 91 meter över havet. Den sträcker sig 9,3 kilometer i nord-sydlig riktning, och 4,2 kilometer i öst-västlig riktning.